# Barjouville
Barjouville település Franciaországban, Eure-et-Loir megyében. Lakosainak száma 1755 fő (2022. január 1.). Barjouville Thivars, Ver-lès-Chartres, Luisant és Morancez községekkel határos.

## Népesség
A település népességének változása:
| Lakosok száma | 354  | 975  | 1306 | 1585 | 1742 | 1735 | 1712 | 1722 | 1780 | 1755 |
|               | 1968 | 1982 | 1990 | 2006 | 2013 | 2015 | 2017 | 2019 | 2020 | 2022 |